# Distrito de Budaka
Budaka es un distrito de Uganda creado el 1 de julio de 2005. Se nombra igual que la ciudad de Budaka. 
Anteriormente este distrito formaba parte del distrito de Pallisa, este distrito antes era solo un condado. Su ciudad capital es Budaka, y el distrito posee una población de 207 597 habitantes.